# Finnország a 2004. évi nyári olimpiai játékokon
Finnország a görögországi Athénban megrendezett 2004. évi nyári olimpiai játékok egyik részt vevő nemzete volt. Az országot az olimpián 12 sportágban 53 sportoló képviselte, akik összesen 2 érmet szereztek.

## Érmesek
| Érem  | Versenyző          | Sportág       | Versenyszám              |
| ----- | ------------------ | ------------- | ------------------------ |
| Ezüst | Marko Yli-Hannukse | Birkózás      | Férfi kötöttfogás, 74 kg |
| Ezüst | Marko Kemppainen   | Sportlövészet | Férfi skeet              |

## Atlétika
Férfi
| Versenyző       | Versenyszám     | Eredmény      | Helyezés      |
| --------------- | --------------- | ------------- | ------------- |
| Janne Holmén    | Maraton         | 2:17,50       | 22.           |
| Jussi Utriainen | Maraton         | nem ért célba | nem ért célba |
| Jani Lehtinen   | 50 km gyaloglás | 4:05:35       | 28.           |

| Versenyző              | Versenyszám   | Selejtező | Selejtező | Döntő    | Döntő    |
| Versenyző              | Versenyszám   | Eredmény  | Helyezés  | Eredmény | Helyezés |
| ---------------------- | ------------- | --------- | --------- | -------- | -------- |
| Oskari Frösén          | Magasugrás    | 220 cm    | 26.**     | kiesett  | kiesett  |
| Matti Mononen          | Rúdugrás      | 565 cm    | 17.       | kiesett  | kiesett  |
| Vesa Rantanen          | Rúdugrás      | 550 cm    | 23.*      | kiesett  | kiesett  |
| Tepa Reinikainen       | Súlylökés     | 19,74 m   | 13.       | kiesett  | kiesett  |
| Ville Tiisanoja        | Súlylökés     | 19,50 m   | 19.       | kiesett  | kiesett  |
| Olli-Pekka Karjalainen | Kalapácsvetés | 76,11 m   | 15.       | kiesett  | kiesett  |
| David Söderberg        | Kalapácsvetés | 74,14 m   | 22.       | kiesett  | kiesett  |
| Esko Mikkola           | Gerelyhajítás | 83,64 m   | 4.        | 79,43 m  | 11.      |
| Matti Närhi            | Gerelyhajítás | 81,06 m   | 10.       | 80,28 m  | 10.      |
| Tero Pitkämäki         | Gerelyhajítás | 82,04 m   | 7.        | 83,01 m  | 8.       |

| Versenyző       | Versenyszám | 100 m | 100 m | Távolugrás | Távolugrás | Súlylökés | Súlylökés | Magasugrás | Magasugrás | 400 m | 400 m | 110 m gát | 110 m gát | Diszkoszvetés | Diszkoszvetés | Rúdugrás | Rúdugrás | Gerelyhajítás | Gerelyhajítás | 1500 m  | 1500 m | Végeredmény | Végeredmény |
| Versenyző       | Versenyszám | Idő   | Pont  | Eredmény   | Pont       | Eredmény  | Pont      | Eredmény   | Pont       | Idő   | Pont  | Idő       | Pont      | Eredmény      | Pont          | Eredmény | Pont     | Eredmény      | Pont          | Idő     | Pont   | Pont        | Helyezés    |
| --------------- | ----------- | ----- | ----- | ---------- | ---------- | --------- | --------- | ---------- | ---------- | ----- | ----- | --------- | --------- | ------------- | ------------- | -------- | -------- | ------------- | ------------- | ------- | ------ | ----------- | ----------- |
| Jaakko Ojaniemi | Tízpróba    | 10,68 | 933   | 750 cm     | 935        | 14,97 m   | 788       | 194 cm     | 749        | 49,12 | 856   | 15,01     | 848       | 40,35 m       | 672           | 460 cm   | 790      | 59,26 m       | 727           | 4:35,71 | 708    | 8006        | 16.         |

Női
| Versenyző        | Versenyszám | Előfutam | Előfutam | Előfutam | Negyeddöntő | Negyeddöntő | Negyeddöntő | Elődöntő | Elődöntő | Elődöntő | Döntő   | Döntő    |
| Versenyző        | Versenyszám | Idő      | Hely.    | Össz.    | Idő         | Hely.       | Össz.       | Idő      | Hely.    | Össz.    | Idő     | Helyezés |
| ---------------- | ----------- | -------- | -------- | -------- | ----------- | ----------- | ----------- | -------- | -------- | -------- | ------- | -------- |
| Johanna Manninen | 100 m       | 11,45    | 5.       | 34.*     | kiesett     | kiesett     | kiesett     | kiesett  | kiesett  | kiesett  | kiesett | kiesett  |
| Johanna Manninen | 200 m       | 23,45    | 5.       | 35.      | kiesett     | kiesett     | kiesett     | kiesett  | kiesett  | kiesett  | kiesett | kiesett  |
| Kirsi Mykkänen   | 400 m       | 52,53    | 6.       | 30.      |             |             |             | kiesett  | kiesett  | kiesett  | kiesett | kiesett  |
| Kirsi Valasti    | 5000 m      | 15:33,78 | 10.      | 21.      |             |             |             |          |          |          | kiesett | kiesett  |

| Versenyző           | Versenyszám   | Selejtező | Selejtező | Döntő    | Döntő    |
| Versenyző           | Versenyszám   | Eredmény  | Helyezés  | Eredmény | Helyezés |
| ------------------- | ------------- | --------- | --------- | -------- | -------- |
| Heli Koivula-Kruger | Távolugrás    | 650 cm    | 15.       | kiesett  | kiesett  |
| Heli Koivula-Kruger | Hármasugrás   | 13,98 m   | 23.       | kiesett  | kiesett  |
| Sini Pöyry          | Kalapácsvetés | 66,05 m   | 22.       | kiesett  | kiesett  |
| Paula Huhtaniemi    | Gerelyhajítás | 56,88 m   | 28.       | kiesett  | kiesett  |
| Mikaela Ingberg     | Gerelyhajítás | 60,80 m   | 13.       | kiesett  | kiesett  |
| Taina Uppa-Kolkkala | Gerelyhajítás | 61,16 m   | 10.       | 60,72 m  | 10.      |

| Versenyző    | Versenyszám | 100 m gát | 100 m gát | Magasugrás | Magasugrás | Súlylökés | Súlylökés | 200 m | 200 m | Távolugrás | Távolugrás | Gerelyhajítás    | Gerelyhajítás    | 800 m            | 800 m            | Végeredmény   | Végeredmény   |
| Versenyző    | Versenyszám | Idő       | Pont      | Eredmény   | Pont       | Eredmény  | Pont      | Idő   | Pont  | Eredmény   | Pont       | Eredmény         | Pont             | Idő              | Pont             | Pont          | Helyezés      |
| ------------ | ----------- | --------- | --------- | ---------- | ---------- | --------- | --------- | ----- | ----- | ---------- | ---------- | ---------------- | ---------------- | ---------------- | ---------------- | ------------- | ------------- |
| Tiia Hautala | Hétpróba    | 13,99     | 980       | 170 cm     | 855        | 11,56 m   | 632       | 26,10 | 788   | 439 cm     | 401        | nem állt rajthoz | nem állt rajthoz | nem állt rajthoz | nem állt rajthoz | nem ért célba | nem ért célba |

* - egy másik versenyzővel azonos időt/eredményt ért el

** - három másik versenyzővel azonos eredményt ért el

## Birkózás

### Férfi
Kötöttfogású
| Versenyző          | Versenyszám | Csoportkör                                                              | Csoportkör | Negyeddöntő                 | Elődöntő                | Bronz- mérkőzés   | Döntő                               | Helyezés |
| Versenyző          | Versenyszám | Ellenfél Eredmény                                                       | Hely.      | Ellenfél Eredmény           | Ellenfél Eredmény       | Ellenfél Eredmény | Ellenfél Eredmény                   | Helyezés |
| ------------------ | ----------- | ----------------------------------------------------------------------- | ---------- | --------------------------- | ----------------------- | ----------------- | ----------------------------------- | -------- |
| Marko Yli-Hannukse | 74 kg       | B csoport · Danyijar Kobonov (KGZ) · 4-0 · Nagata Kacuhiko (JPN) · 3-0  | 1.         | Filiberto Azcuy (CUB) · 3-1 | Reto Bucher (SUI) · 3-0 |                   | Aleksandr Dokturishvili (UZB) · 1-4 |          |
| Juha Ahokas        | 120 kg      | B csoport · Szadzsád Barzi (IRI) · 1-2 · Deák Bárdos Mihály (HUN) · 0-3 | 3.         | kiesett                     | kiesett                 | kiesett           | kiesett                             | 17.      |

## Cselgáncs
Férfi
| Versenyző    | Versenyszám  | Selejtező         | 32-es főtábla                  | Nyolcaddöntő                   | Negyeddöntő       | Elődöntő          | Vigaszág első kör                  | Vigaszág negyeddöntő | Vigaszág elődöntő | Bronz- mérkőzés   | Döntő             | Helyezés    |
| Versenyző    | Versenyszám  | Ellenfél Eredmény | Ellenfél Eredmény              | Ellenfél Eredmény              | Ellenfél Eredmény | Ellenfél Eredmény | Ellenfél Eredmény                  | Ellenfél Eredmény    | Ellenfél Eredmény | Ellenfél Eredmény | Ellenfél Eredmény | Helyezés    |
| ------------ | ------------ | ----------------- | ------------------------------ | ------------------------------ | ----------------- | ----------------- | ---------------------------------- | -------------------- | ----------------- | ----------------- | ----------------- | ----------- |
| Timo Peltola | Félnehézsúly |                   | José Vásquez (DOM) · 1001-0001 | Ihar Makarav (BLR) · 0000-0200 |                   |                   | Aszhat Zsitkejev (KAZ) · 0001-0221 | kiesett              | kiesett           | kiesett           |                   | helyezetlen |

## Íjászat
Női
| Versenyző  | Versenyszám | Selejtező | Selejtező | 64-es főtábla                                 | 32-es főtábla                       | Nyolcaddöntő      | Negyeddöntő       | Elődöntő          | Döntő             | Helyezés |
| Versenyző  | Versenyszám | Pont      | Kiemelt   | Ellenfél Eredmény                             | Ellenfél Eredmény                   | Ellenfél Eredmény | Ellenfél Eredmény | Ellenfél Eredmény | Ellenfél Eredmény | Helyezés |
| ---------- | ----------- | --------- | --------- | --------------------------------------------- | ----------------------------------- | ----------------- | ----------------- | ----------------- | ----------------- | -------- |
| Mari Piuva | Egyéni      | 615       | 49.       | Natalia Nasaridze-Çakir (TUR) (16.) · 136-133 | Naomi Folkard (GBR) (17.) · 151-156 | kiesett           | kiesett           | kiesett           | kiesett           | 25.      |

## Kajak-kenu

### Síkvízi
Férfi
| Versenyző       | Versenyszám       | Előfutam | Előfutam | Előfutam | Elődöntő | Elődöntő | Elődöntő | Döntő   | Döntő    |
| Versenyző       | Versenyszám       | Idő      | Hely.    | Össz.    | Idő      | Hely.    | Össz.    | Idő     | Helyezés |
| --------------- | ----------------- | -------- | -------- | -------- | -------- | -------- | -------- | ------- | -------- |
| Kimmo Latvamäki | Kajak egyes 500 m | 1:40,645 | 5.       | 17.      | 1:40,753 | 6.       | 13.      | kiesett | kiesett  |

Női
| Versenyző               | Versenyszám       | Előfutam | Előfutam | Előfutam | Elődöntő | Elődöntő | Elődöntő | Döntő    | Döntő    |
| Versenyző               | Versenyszám       | Idő      | Hely.    | Össz.    | Idő      | Hely.    | Össz.    | Idő      | Helyezés |
| ----------------------- | ----------------- | -------- | -------- | -------- | -------- | -------- | -------- | -------- | -------- |
| Jenni Honkanen-Mikkonen | Kajak egyes 500 m | 1:55,244 | 4.       | 11.      | 1:53,050 | 2.       | 3.       | 1:53,937 | 8.       |

## Műugrás
Férfi
| Versenyző       | Versenyszám    | Selejtező | Selejtező | Elődöntő | Elődöntő | Döntő   | Döntő    |
| Versenyző       | Versenyszám    | Pont      | Helyezés  | Pont     | Helyezés | Pont    | Helyezés |
| --------------- | -------------- | --------- | --------- | -------- | -------- | ------- | -------- |
| Jukka Piekkanen | Egyéni műugrás | 359,22    | 29.       | kiesett  | kiesett  | kiesett | kiesett  |
| Joona Puhakka   | Egyéni műugrás | 414,69    | 13.       | 624,60   | 14.      | kiesett | kiesett  |

## Sportlövészet
Férfi
| Versenyző        | Versenyszám           | Selejtező | Selejtező | Döntő   | Döntő    |
| Versenyző        | Versenyszám           | Pont      | Helyezés  | Pont    | Helyezés |
| ---------------- | --------------------- | --------- | --------- | ------- | -------- |
| Juha Hirvi       | Légpuska              | 580       | 45.       | kiesett | kiesett  |
| Juha Hirvi       | Sportpuska, fekvő     | 594       | 9.***     | kiesett | kiesett  |
| Juha Hirvi       | Sportpuska, összetett | 1160      | 15.       | kiesett | kiesett  |
| Petri Nummela    | Trap                  | 117       | 14.**     | kiesett | kiesett  |
| Joonas Olkkonen  | Dupla trap            | 118       | 25.       | kiesett | kiesett  |
| Marko Kemppainen | Skeet                 | 125       | 1.        | 149     |          |

Női
| Versenyző        | Versenyszám           | Selejtező | Selejtező | Döntő   | Döntő    |
| Versenyző        | Versenyszám           | Pont      | Helyezés  | Pont    | Helyezés |
| ---------------- | --------------------- | --------- | --------- | ------- | -------- |
| Marjo Yli-Kiikka | Légpuska              | 392       | 22.**     | kiesett | kiesett  |
| Marjo Yli-Kiikka | Sportpuska, összetett | 571       | 20.*      | kiesett | kiesett  |
| Maarit Lepomäki  | Skeet                 | 67        | 9.*       | kiesett | kiesett  |

* - két másik versenyzővel azonos eredményt ért el

** - négy másik versenyzővel azonos eredményt ért el

*** - hat másik versenyzővel azonos eredményt ért el

## Taekwondo
Férfi
| Versenyző   | Versenyszám | Nyolcaddöntő                | Negyeddöntő       | Elődöntő          | Vigaszág első kör | Vigaszág elődöntő | Bronz- mérkőzés   | Döntő             | Helyezés |
| Versenyző   | Versenyszám | Ellenfél Eredmény           | Ellenfél Eredmény | Ellenfél Eredmény | Ellenfél Eredmény | Ellenfél Eredmény | Ellenfél Eredmény | Ellenfél Eredmény | Helyezés |
| ----------- | ----------- | --------------------------- | ----------------- | ----------------- | ----------------- | ----------------- | ----------------- | ----------------- | -------- |
| Teemu Heino | Nehézsúly   | Nguyễn Văn Hùng (VIE) · 5-8 | kiesett           | kiesett           |                   |                   |                   |                   | 11.      |

## Tenisz
Férfi
| Versenyző       | Versenyszám | 64-es főtábla               | 32-es főtábla                 | Nyolcaddöntő      | Negyeddöntő       | Elődöntő          | Bronz- mérkőzés   | Döntő             | Helyezés |
| Versenyző       | Versenyszám | Ellenfél Eredmény           | Ellenfél Eredmény             | Ellenfél Eredmény | Ellenfél Eredmény | Ellenfél Eredmény | Ellenfél Eredmény | Ellenfél Eredmény | Helyezés |
| --------------- | ----------- | --------------------------- | ----------------------------- | ----------------- | ----------------- | ----------------- | ----------------- | ----------------- | -------- |
| Jarkko Nieminen | Egyes       | Lu Yen-Hsun (TPE) · 6-3 6-3 | Makszim Mirni (BLR) · 3-6 4-6 | kiesett           | kiesett           | kiesett           | kiesett           | kiesett           | 17.      |

## Tollaslabda
| Versenyző              | Versenyszám | 32-es főtábla                            | Nyolcaddöntő      | Negyeddöntő       | Elődöntő          | Bronz- mérkőzés   | Döntő             | Helyezés |
| Versenyző              | Versenyszám | Ellenfél Eredmény                        | Ellenfél Eredmény | Ellenfél Eredmény | Ellenfél Eredmény | Ellenfél Eredmény | Ellenfél Eredmény | Helyezés |
| ---------------------- | ----------- | ---------------------------------------- | ----------------- | ----------------- | ----------------- | ----------------- | ----------------- | -------- |
| Kasperi Salo           | Férfi egyes | Björn Joppien (GER) · 17-14, 7-15, 11-15 | kiesett           | kiesett           | kiesett           | kiesett           | kiesett           | 17.      |
| Antti Viitikko         | Férfi egyes | Szon Szungmo (KOR) · 12-15, 3-15         | kiesett           | kiesett           | kiesett           | kiesett           | kiesett           | 17.      |
| Anu Weckström-Nieminen | Női egyes   | Mori Kaori (JPN) · 5-11, 4-11            | kiesett           | kiesett           | kiesett           | kiesett           | kiesett           | 17.      |

## Úszás
Férfi
| Versenyző                                            | Versenyszám            | Előfutam | Előfutam | Előfutam | Elődöntő | Elődöntő | Elődöntő | Döntő   | Döntő    |
| Versenyző                                            | Versenyszám            | Idő      | Hely.    | Össz.    | Idő      | Hely.    | Össz.    | Idő     | Helyezés |
| ---------------------------------------------------- | ---------------------- | -------- | -------- | -------- | -------- | -------- | -------- | ------- | -------- |
| Jere Hård                                            | 50 m gyors             | 23,33    | 7.       | 41.      | kiesett  | kiesett  | kiesett  | kiesett | kiesett  |
| Jere Hård                                            | 100 m pillangó         | 54,02    | 1.       | 28.      | kiesett  | kiesett  | kiesett  | kiesett | kiesett  |
| Matti Rajakylä                                       | 100 m gyors            | 50,67    | 5.       | 33.*     | kiesett  | kiesett  | kiesett  | kiesett | kiesett  |
| Matti Mäki                                           | 100 m hát              | 57,57    | 4.       | 36.      | kiesett  | kiesett  | kiesett  | kiesett | kiesett  |
| Matti Mäki                                           | 200 m hát              | 2:06,29  | 1.       | 33.      | kiesett  | kiesett  | kiesett  | kiesett | kiesett  |
| Jarno Pihlava                                        | 100 m mell             | 1:01,99  | 4.       | 13.      | 1:01,86  | 7.       | 13.      | kiesett | kiesett  |
| Jani Sievinen                                        | 200 m vegyes           | 2:02,79  | 3.       | 20.      | kiesett  | kiesett  | kiesett  | kiesett | kiesett  |
| Jere Hård Jarno Pihlava Matti Rajakylä Jani Sievinen | 4 × 100 m vegyes váltó | 3:41,64  | 5.       | 11.      |          |          |          | kiesett | kiesett  |

Női
| Versenyző           | Versenyszám | Előfutam | Előfutam | Előfutam | Elődöntő | Elődöntő | Elődöntő | Döntő   | Döntő    |
| Versenyző           | Versenyszám | Idő      | Hely.    | Össz.    | Idő      | Hely.    | Össz.    | Idő     | Helyezés |
| ------------------- | ----------- | -------- | -------- | -------- | -------- | -------- | -------- | ------- | -------- |
| Hanna-Maria Seppälä | 50 m gyors  | 26,01    | 8.       | 24.      | kiesett  | kiesett  | kiesett  | kiesett | kiesett  |
| Hanna-Maria Seppälä | 100 m gyors | 56,01    | 5.       | 15.*     | 55,59    | 6.       | 12.      | kiesett | kiesett  |
| Hanna-Maria Seppälä | 100 m hát   | 1:01,55  | 8.       | 36.      | kiesett  | kiesett  | kiesett  | kiesett | kiesett  |
| Eeva Saarinen       | 100 m mell  | 1:11,39  | 7.       | 23.      | kiesett  | kiesett  | kiesett  | kiesett | kiesett  |
| Eeva Saarinen       | 200 m mell  | 2:34,17  | 2.       | 22.      | kiesett  | kiesett  | kiesett  | kiesett | kiesett  |

* - egy másik versenyzővel azonos időt ért el

## Vitorlázás
Női
| Versenyző    | Versenyszám | Futam | Futam | Futam | Futam | Futam | Futam | Futam | Futam | Futam | Futam | Futam | Pontszám | Helyezés |
| Versenyző    | Versenyszám | 1     | 2     | 3     | 4     | 5     | 6     | 7     | 8     | 9     | 10    | 11    | Pontszám | Helyezés |
| ------------ | ----------- | ----- | ----- | ----- | ----- | ----- | ----- | ----- | ----- | ----- | ----- | ----- | -------- | -------- |
| Sari Multala | Europe      | 8     | 9     | 11    | 6     | 10    | 1     | 9     | 2     | 15    | 24    | 14    | 85       | 5.       |

Nyílt
| Versenyző                       | Versenyszám        | Futam | Futam | Futam | Futam | Futam | Futam | Futam | Futam | Futam | Futam | Futam | Futam | Futam | Futam | Futam | Futam | Pontszám | Helyezés |
| Versenyző                       | Versenyszám        | 1     | 2     | 3     | 4     | 5     | 6     | 7     | 8     | 9     | 10    | 11    | 12    | 13    | 14    | 15    | 16    | Pontszám | Helyezés |
| ------------------------------- | ------------------ | ----- | ----- | ----- | ----- | ----- | ----- | ----- | ----- | ----- | ----- | ----- | ----- | ----- | ----- | ----- | ----- | -------- | -------- |
| Roope Suomalainen               | Laser              | 35    | 5     | 24    | 12    | 10    | 12    | 33    | 32    | 11    | 13    | 8     |       |       |       |       |       | 160      | 19.      |
| Thomas Johanson Jukka Piirainen | Könnyű 49-es dingi | 14    | 7     | 2     | 9     | 8     | 6     | 9     | 7     | 5     | 6     | 9     | 13    | 14    | 12    | 15    | 4     | 111      | 8.       |